# 李天惠
李天惠（英語：Michael Li，1985年—）是美国数学家与企业家。他是国际企业The Data Incubator的创始人。

## 生平
李博士参加英特爾國際科技展覽會，2003年获得英特爾科學獎、美国国家科学基金会研究生奖学金。2007年，获得馬歇爾獎學金，同年前往英国剑桥大学深造数学硕士。之后获得普林斯顿大学应用数学博士、康奈尔大学博士后。
毕业后在Google、摩根大通、彭博社、英特尔、美国国家航空航天局、Foursquare、等等企业工作，成为第世界上第一代大数据与人工智能数据科学家。创立The Data Incubator公司来提供国际大数据、人工智能、跟数据科学企业培训。